# 德克薩斯州休士頓聖殿
德克薩斯休斯敦聖殿（Houston Texas Temple）是耶穌基督後期聖徒教會的第97座聖殿。1997年，耶穌基督後期聖徒教會宣布將在休斯敦建設聖殿。2000年，休斯敦聖殿舉行了奉獻儀式。休斯敦聖殿面積33,970平方英尺（3,156平方）。

## 外部連結
- 维基共享资源上的相關多媒體資源：德克薩斯州休士頓聖殿
- Official Houston Texas Temple page （页面存档备份，存于）
- Houston Texas Temple page